# Stockholm East
Stockholm East (Stockholm Östra) è un film del 2011 diretto da Simon Kaijser da Silva.
Il film è stato presentato fuori concorso alle Giornate degli Autori della 68ª Mostra internazionale d'arte cinematografica di Venezia.

## Trama
Una mattina Johan investe e uccide una bambina di nove anni che andava a scuola in bicicletta. Distrutto dal dolore, vorrebbe risarcire in qualche modo la madre di lei, Anna, che intravede, e dalla quale è subito naturalmente attratto.
Al processo Johan viene scagionato ingenerando un profondo risentimento da parte di Anders, il padre della bimba, mentre la madre, depressa e in psicoterapia, ignora completamente la cosa.
Dopo diversi mesi Johan, ancora scosso, incontra casualmente Anna in treno e tra i due scocca presto qualcosa per cui continuano a trovare occasioni per vedersi. Lui non svela chi è né che sa della perdita di lei che, a sua volta, finge con Johan di avere ancora una figlia.
La relazione, rigorosamente nascosta al marito di lei e alla compagna di lui, cresce con regolari incontri in alberghi e cene al ristorante. A un certo punto Anna svela il suo segreto mentre Johan continua a non rivelarsi.
La compagna di lui, Kattis, se ne accorge e contatta Anna per scoraggiarla, riuscendo nell'intento. Ma poi la passione si riaccende e Anna rimane addirittura incinta. Un giorno però Anders, tornato prima del previsto, li sorprende e lo sbatte fuori casa svelandone l'identità ad Anna che rimane scioccata.
La donna decide di abortire ma all'ultimo ha un ripensamento. Johan la avvicina ma lei si ritrae offesa, dicendo di aver abortito.
Anna riprende allora una vita coniugale normale ma a un certo punto si rende conto di fingere e molla tutto per raggiungere Johan. L'uomo, lasciata la compagna e perso il suo grande amore, ha cercato il suicidio, ma viene salvato proprio da Anna in extremis. Al suo risveglio trova Anna che gli sorride mostrandogli una pancia già evidente.

## Produzione
Il film è stato prodotto da Helena Danielsson per Hepp Film, con il supporto di Filmpool Nord e del Swedish Film Institute.

## Distribuzione
Distribuito nelle sale svedesi il 30 settembre 2011, è stato presentato in anteprima mondiale alla Mostra del Cinema di Venezia nel settembre dello stesso anno.

## Riconoscimenti
- 2012 – Guldbagge Awards
  - Candidatura per il miglior attore protagonista a Mikael Persbrandt
  - Candidatura per la miglior attrice protagonista a Iben Hjejle